# AD Alcorcón
AD Alcorcón este un club de fotbal din Alcorcón, Spania care evoluează în Segunda División.                                               Culorile clubului sunt albastru și galben.